# UEFA stadionkategori
UEFA's-stadionkategorier er en rangering af fodboldstadioner, som er specificeret i bestemmelserne "UEFA Stadium Infrastructure Regulations". Ifølge disse bestemmelser bliver stadioner placeret i kategori et, to, tre eller fire (omdøbt fra elite) i stigende rækkefølge efter rang. Disse kategorier erstatter den tidligere metode med at rangere stadioner med en til fem stjerner, som blev anvendt til 2006. 
Et stadion skal mindst være i kategori fire for at kunne anvendes til slutkampe i kvalifikationsrunder til UEFA Champions League eller til nogen kamp i den afsluttende runde. Kategori fire er også påkrævet for at et stadion kan anvendes til nogen kamp i UEFA Europa League
 eller UEFA's europamesterskabskampe.
Til slutrunder stiller UEFA/FIFA krav om at der skal være et bestemt antal stadioner med en bestemt minimumskapacitet. Fx skal man have mindst et stadion med plads til 60.000 for at kunne afvikle EM i fodbold i 2028.
Selv om mindstekravet til antal siddepladser for et stadion af kategori fire kun er 8.000, er intet stadion med mindre end 40.000 pladser blevet valgt til afvikling af en finale i UEFA Europa League, og intet stadion med mindre end 60.000 pladser er blevet valgt til spillested for en finale i UEFA Champions League Final siden disse bestemmelser blev indført i 2006.
Efter Champions League-finalen i 2007 fremførte UEFA's præsident Michel Platini som sit ønske, at europæiske pokalfinaler bliver afholdt på stadioner med en gennemsnitlig tilskuerkapacitet på 70.000 for at de sikkerhedsmæssige forhold kan håndteres forsvarligt. Både Santiago Bernabéu og Wembley Stadium, hvor finalerne i Champions League afvikles i henholdsvis 2010 og 2011, har en større kapacitet end 70.000, ligesom også Stadio Olimpico i Rom, som var skueplads for finalen i 2009. Wembley Stadium har plads til 90.000 tilskuere, og Allianz Arena, der er valgt som spillested for finalen i 2012 kan rumme 69.901 tilskuere.

## Kriterier
Nogle af de hovedkriterier, som skal opfyldes, er:

### Kategori fire
- Alle pladser på stadion skal være siddepladser, og der skal være mindst 8.000 pladser;
- Fodboldbanens størrelse skal være 105 meter i længden og 68 meter i bredden og må ikke være afgrænset af et hegn;
- Banens overflade skal enten være naturlig grønsvær eller FIFA-godkendt kunstgræs;
- Udskiftningsbænkene skal være overdækket, med plads til mindst 21 mennesker og placeret mindst 15 m fra sidelinjen;
- Omklædningsrummene skal have plads til mindst 67 mennesker;
- Der bør være et særskilt rum til delegerede, et rum til dopingkontrol og et førstehjælpsrum;
- Stadion skal have videoovervågning både inden- og udenfor, på alle toiletter samt et sikkerhedskontrolrum;
- Skal have siddeplads til mindst 1.500 VIP'er, 200 VIP'er fra gæsteholdet, og 400 kvadratmeter gæsterum;
- Banebelysningen skal kunne give banen en illuminans på mindst 1.400 lux til faste kameraer og 1.000 lux til bevægelige kameraer;
- Der skal være mindst tre tv-studier inden for stadionet med en mindstestørrelse på 5x5x2,3 meter;
- Til brug i tilfælde af strømsvigt skal der være en backup af strømforsyningen, som kan sørge for tilsvarende belysning uden afbrydelse;
- Minimum 150 sikrede parkeringspladser til VIP-gæster og plads til 800 busser i nærheden af stadion;
- Stående tilskuere er ikke tilladt.

### Kategori tre
- Alle pladser på stadion skal være siddepladser, og der skal være mindst 4.500 pladser;
- Fodboldbanens størrelse skal være 105 meter i længden og 68 meter i bredden
- Stadion skal have videoovervågning både inden- og udenfor samt et sikkerhedskontrolrum;
- Skal have siddeplads til mindst 750 VIP'er og 200 VIP'er fra gæsteholdet;
- Banebelysningen skal kunne give banen en illuminans på mindst 1.400 lux til faste kameraer og 1.000 lux til bevægelige kameraer;
- Der skal være mindst to tv-studier inden for stadionet med en mindstestørrelse på 5x5x2,3 meter;
- Til brug i tilfælde af strømsvigt skal der være en backup af strømforsyningen, som kan sørge for tilsvarende belysning uden afbrydelse;
- Minimum 150 sikrede parkeringspladser til VIP-gæster og plads til 400 busser i nærheden af stadion;
- Stående tilskuere er ikke tilladt.

### Kategori to
- Alle pladser på stadion skal være siddepladser, og der skal være mindst 1.500 pladser;
- Fodboldbanens størrelse skal være 100-110 meter i længden og 64-75 meter i bredden
- Stadion skal have et sikkerhedskontrolrum;
- Skal have siddeplads til mindst 400 VIP'er og 200 VIP'er fra gæsteholdet;
- Banebelysningen skal kunne give banen en illuminans på mindst 800-1400 lux til faste kameraer og 500-1000 lux til bevægelige kameraer;
- Der skal være mindst to tv-studier inden for stadionet med en mindstestørrelse på 5x5x2,3 meter;
- I tilfælde af strømsvigt skal en selvstændig backup-strømforsyning kunne sørge for mindst totredjedele af den ækvivalent lysstyrke uden afbrydelse;
- Minimum 100 sikrede parkeringspladser til VIP-gæster;
- Stående tilskuere er ikke tilladt.

### Kategori et
- Alle pladser på stadion skal være siddepladser, og der skal være mindst 200 pladser på en tribune;
- Fodboldbanens størrelse skal være 100-110 meter i længden og 64-75 meter i bredden
- Skal have siddeplads til mindst 50 VIP'er og 20 VIP'er fra gæsteholdet;
- Banebelysningen skal kunne give banen en illuminans på mindst 800-1400 lux til faste kameraer og 500-1000 lux til bevægelige kameraer;
- Der skal være mindst et tv-studie] inden for stadionet;
- Der kræves ikke en backup af strømforsyningen;
- Minimum 20 sikrede parkeringspladser til VIP-gæster
- Stående tilskuere tilladt.

Hvis der findes et skydetag over stadion, skal dets brug fastlægges ved konsultation mellem den UEFA-delegerede og den udpegede hoveddommer.